# Eru
Eru (L'Únic) o Ilúvatar (del Quenya ilúvë, ‘tot’ i atar, ‘pare’) és un ésser fictici que apareix en l'obra del novel·lista J. R. R. Tolkien com a creador i Déu únic i absolut de l'Eä. És anomenat Eru (‘l'únic’), pels elfs. A l' Ainulindalë, la primera part d' El Silmaríl·lion, es narra la forma en què va ocórrer la creació dels ainur (‘els sagrats' en quenya), per part d'Eru, i de com ells van fer una Gran Música a partir de la qual Ilúvatar o Eru va crear el món físic. no apareix a les obres més populars de Tolkien: El Senyor dels Anells i El Hòbbit.

## Història
En el començament dels temps, Ilúvatar va crear als Ainur, éssers espirituals originats a partir del seu pensament. Els va instruir en música i després els va demanar que cantessin una gran cançó; aquesta va ser l'Ainulindalë o Música dels Ainur. En finalitzar la Música dels Ainur, Ilúvatar els va mostrar als Ainur una visió que ell va produir a partir de la música que ells havien fet. Els Ainur van contemplar tan meravellats aquesta visió, que, quan es va apagar, van voler fer-la realitat. Per tant, Eru li va donar ser a les coses que havien format part de la visió, i així va crear Eä, El Món que És, per mitjà del poder del Foc Sagrat.
Els Ainur que així ho van decidir (els que després conformarien els grups dels Valar i els Maiar), van entrar a l'Eä, li van donar forma a les seves vastes estades, i després van crear Arda. Segons els designis d'Eru, aquesta havia de ser, en un temps futur, l'habitació dels seus fills: elfs i homes, en la creació dels quals no van intervenir cap dels Ainur, sinó solament Eru. De la mateixa forma els nans, encara que van ser creats materialment pel Vala Aulë, va ser Eru qui els va donar ànima i vida independent, i els va adoptar com a fills seus.
A part de la creació d'Eä i el despertar dels seus fills, poques van ser les intervencions directes d'Eru al món, que més aviat era administrat pels Valar, en particular per Manwë, que podia mantenir amb ell una comunicació directa.
Durant la Primera Edat del Sol, Ilúvatar intervé per permetre-li a Beren tornar a la vida, així com per canviar la destinació èlfica de Lúthien per la destinació mortal dels homes. En l'Athrabeth Finrod ah Andreth, Finrod esmenta a Andreth que només Eru podria dur a terme el pla de salvació que alguns homes savis diuen que ell té per als seus fills.
Durant la Segona Edat del Sol, els dúnedain adoraven Eru Ilúvatar a la muntanya Meneltarma en tres dates importants de l'any; això va ser abans que l'ombra de la desesperació a causa de la Destinació dels Homes, la mort, s'apoderés d'ells, i caiguessin sota l'engany de Sàuron, que els va convèncer a adorar Melkor i a la foscor. En l'Akallabêth, Ilúvatar intervé en favor dels Valar per destruir la flota del rei Ar-Pharazôn destinada a la conquesta del Regne Beneït, i per enfonsar l'illa de Númenor i donar-li forma rodona Arda, traient a les Terres Imperibles fora dels cercles del món.
Pel que se sap, la fi del món sobrevindrà després de l'Última Batalla, la Dagor Dagorath, i del Dia del Judici, quan Eru disposi que es dugui a terme una nova Gran Música, en la qual participaran no sols els Ainur, sinó també els homes. En aquesta música no hi haurà cap discordança —com sí la va haver-hi en l'anterior a causa de l'Ainu malvat Melkor i dels seus seguidors— i d'aquesta forma arribarà a ser sanada Arda, deixant-la sense cap taca.